# Atlantic Championship
La SCCA Pro Racing Atlantic Championship Series o più semplicemente "Atlantic Championship" è una formula automobilistica nordamericana, erede della tradizionale Formula Atlantic. La serie viene considerata come la più importante categoria formativa per piloti di vetture a ruote scoperte del Nord America, ultimo trampolino prima dell'arrivo nei campionati maggiori come la IndyCar Series. La categoria è organizzata dal Sports Car Club of America,  dopo essere stata organizzata in passato anche dal altre organizzazioni come la Champ Car o l'IMSA.
Dal 2006, la categoria prevede l'utilizzo di telai Swift 016.a spinti da propulsori Mazda-Cosworth 2300 cm³ DOHC inline-4 con una potenza di 300 cavalli. Dalla nuova formula ci si attende la possibilità di ridurre i costi per una stagione a circa 500.000-600.000 $.
Sebbene le vetture siano state gommate dalla Yokohama sin dal 1991, il gommista giapponese ha inteso abbandonare la categoria. Dal 2007 è stata sostituita dalla Cooper.

## Storia
La storia della Formula Atlantic inizia con la creazione della Formula B da parte della SCCA nei primi anni sessanta, e riservata a monoposto spinte da motori con capacità non superiore a 1600 cm³. Si trattava inizialmente della versione americana della Formula 2 Questa categoria venne disputata negli Stati Uniti tra il 1969 e il 1972 come parte del SCCA Formula Continental Championship, dopo un primo anno nel 1968, assieme alle molto più potenti vetture di Formula A.
La Formula Atlantic nacque come classe in Inghilterra nel 1971, partendo proprio dalle regole previste per la Formula B nordamericana con motori di 1600 cm³ (principalmente Cosworth FVA, poi Cosworth BDA e BDD, oppure anche di altri costruttori come l'Alfa Romeo). Concepita da John Webb (che più tardi svilupperà anche la categoria Sports 2000), aveva come scopo quello di consentire ai giovani piloti britannici di correre con vetture con performance simili alla Formula 2, ma con costi di gestione vicini alla Formula 3.
La Formula Atlantic usò perciò telai non dissimili dalla Formula 2 o dalla Formula 3, con prestazioni intermedie fra le due categorie. Molti costruttori con esperienze in queste serie decisero di produrre delle monoposto per la Formula Atlantic come Brabham, Lotus, March, Chevron e, più tardi, Ralt e Reynard. Il costruttore americano Swift importò alcune vetture e dominò nel Nord America.
Il primo campionato professionistico fu quello del 1974 gestito dalla CASC in Canada (ora ASN Canada), trovando molto interesse grazie alla copertura televisiva data dalla rete nazionale CTV. L'IMSA negli Stati Uniti iniziò a organizzare un campionato, con ampio seguito, dal 1976.
In quegli anni la serie riuscì ad attrarre molti piloti europei, anche con esperienza di Formula 1, particolarmente per la gara stradale di Trois Rivieres in Québec. la lista dei piloti ospitati incluse James Hunt, Jean-Pierre Jarier, Riccardo Patrese, Patrick Depailler, Jacques Laffite, Didier Pironi e Vittorio Brambilla.
Nel 1977, la SCCA riconobbe il campionato USA e nel 1978 i campionati organizzati dalla CASC e dal SCCA si fusero, e tale unione continuò sino al 1983, quando il nome diventò Formula Mondial North American Cup. Contemporaneamente una serie denominata "Formula Pacific" si disputava in Nuova Zelanda. La serie americana, non riuscendo a continuare i successi delle stagioni precedenti, chiuse i battenti nel 1984.
Al suo posto, nel 1985, venne creato il campionato Pacific, corso esclusivamente su circuiti della costa occidentale degli Stati Uniti. Questa rinascita portò l'anno seguente alla creazione di un campionato anche sulla costa est denominato nuovamente Atlantic. I due campionati si correranno in contemporanea fino al 1990. Dal 1990 al 2005, grazie al supporto dello sponsor, le due serie USA saranno riunite in un unico campionato nordamericano. La serie, sponsorizzata dalla Toyota, utilizzerà vetture costruite proprio dal costruttore nipponico. Spinte sempre da un motore 1600 cm³ 4A-GE, disponibile in kit fornito dalla Toyota Racing Development.
Le stesse regole utilizzate dalla Pacific (da non confondere con lo US Formula Atlantic Pacific Championship) verrà utilizzate per gare in Australia e and Nuova Zelanda (dove la Formula Pacific diventò la più importante categoria motoristica nazionale); per alcuni anni anche il prestigioso Gran Premio di Macao seguì le regole della Pacific, prima di diventare una gara di Formula 3. Anche in Sudafrica venne creato un campionato sul modello della Formula Atlantic, ma le vetture utilizzavano un meno frequente motore Mazda Wankel.
Nel 2006 la serie passò sotto l'organizzazione della Champ Car, poi dal 2008 con la chiusura di questa organizzazione sotto un'organizzazione privata.
All'inizio del 2010, sono state annunciate diverse novità destinate ad attrarre nuovi piloti. Uno era quello di definire la serie come una "Road to F1," annunciando che "almeno responsabile europeo del team di F1" sarebbe presente per monitorare un test per i piloti interessati. Inoltre è stato annunciato un premio in denaro, assegnato direttamente ai piloti, piuttosto che alle squadre.
Nonostante questi sforzi, il 3 marzo 2010, i funzionari della serie hanno annunciato che la stagione 2010 annullata.
Il 29 dicembre 2011, Mike Rand, Bob Wright e Al Guibord Jr., hanno annunciato che il Campionato Atlantic verrà ripreso per la stagione 2012 con un programma che si svolgerà durante tre dei weekend della Formula 1600 e Formula 2000, precisamente:
- Road Atlanta (maggio 10-12)
- New Jersey Motorsports Park (28 giugno - 1º luglio)
- Summit Point Raceway (24 agosto - 26)

Le auto correranno con gomme Hoosier. Il primo campione del rinato campionato è David Grant.
Dopo un anno di pausa (2013), la serie è ripresa nel 2014, sotto l'egida della SCCA.

## Albo d'oro
- 1974 -  Bill Brack
- 1975 -  Bill Brack
- 1976 -  Gilles Villeneuve (IMSA)
- 1976 -  Gilles Villeneuve (CASC)
- 1977 -  Gilles Villeneuve
- 1978 -  Howdy Holmes
- 1979 -  Tom Gloy
- 1980 -  Jacques Villeneuve Sr.
- 1981 -  Jacques Villeneuve Sr.
- 1982 -  Dave McMillan
- 1983 -  Michael Andretti
- 1984 -  Dan Marvin
- 1985 -  Jeff Wood (Pacific)
- 1985 -  Michael Angus (Atlantic)
- 1986 -  Ted Prappas (Pacific)
- 1986 -  Scott Goodyear (Atlantic)
- 1987 -  Johnny O'Connell (Pacific)
- 1987 -  Calvin Fish (Atlantic)
- 1988 -  Dean Hall (Pacific)
- 1988 -  Steve Shelton (Atlantic)
- 1989 -  Hiro Matsushita (Pacific)
- 1989 -  Jocko Cunningham (Atlantic)
- 1990 -  Mark Dismore (Pacific)
- 1990 -  Brian Till (Atlantic)
- 1991 -  Jovy Marcelo
- 1992 -  Chris Smith
- 1993 -  David Empringham
- 1994 -  David Empringham
- 1995 -  Richie Hearn
- 1996 -  Patrick Carpentier
- 1997 -  Alex Barron
- 1998 -  Lee Bentham
- 1999 -  Anthony Lazzaro
- 2000 -  Buddy Rice
- 2001 -  Hoover Orsi
- 2002 -  Jon Fogarty
- 2003 -  A. J. Allmendinger
- 2004 -  Jon Fogarty
- 2005 -  Charles Zwolsman
- 2006 -  Simon Pagenaud
- 2007 -  Raphael Matos
- 2008 -  Markus Niemelä
- 2009 -  John Edwards
- 2012 -  David Grant
- 2014 -  Daniel Burkett
- 2015 -  Keith Grant
- 2016 -  Ryan Norman